# 大町警察署
大町警察署（おおまちけいさつしょ）は、長野県警察が管轄する警察署の一つである。

## 所在地
- 〒398-0002　長野県大町市大町2895

## 管轄区域
- 大町市
- 北安曇郡
  - 池田町
  - 松川村
  - 白馬村
  - 小谷村

## 交番
- 信濃大町駅前交番（大町市）
- 白馬村交番
- 池田町交番

## 駐在所
- 平駐在所（大町市）
- 常盤駐在所（大町市）
- 八坂駐在所（大町市）
- 美麻駐在所（大町市）
- 小谷駐在所（小谷村）
- 北小谷駐在所（小谷村）
- 松川村駐在所 (松川村)